# Ельберт Борис Якович
Борис Якович Ельберт (Бер Янкель Меєравич; 25 грудня 1890, Дубно, нині Рівненська область — 19 грудня 1963, Мінськ) — радянський мікробіолог, доктор медичних наук (1939), професор (1949), Заслужений діяч науки Киргизької РСР (1942).

## Навчання
Закінчив у 1917 році медичний факультет Київського університету.

## Трудова діяльність
У 1919—1923 роках працював у Києві. З 1923 року — директор Білоруського санітарно-бактеріологічного науково-дослідного інституту, а в 1925—1931 та 1962—1963 роках — завідувач кафедри Білоруського державного університету. Крім того, з 1948 по 1962 рік він паралельно працював у Мінському медичному інституті.

## Нагороди
- Державна премія СРСР 1946 року.

## Твори
Роботи з дослідження склероми, туберкульозу, туляремії.
- Капсульные бактерии, 1950;
- Микробиология склеромы. М., 1954;
- Теория и практика иммунопрофилактики туляремии, 1956
- Руководство по микробиологии и эпидемиологии, 1957;
- Микробы и вирусы. 1960;
- Практическое пособие по медицинской микробиологии 1962;
- Микробиология важнейших инфекционных болезней в 2-х томах, 1962, 1965;
- Основы вирусологии, 1965;